# Polistes occultus
Polistes occultus är en getingart som beskrevs av Silveira 1994. Polistes occultus ingår i släktet pappersgetingar, och familjen getingar. Inga underarter finns listade i Catalogue of Life.